# هيمرلاند روندت

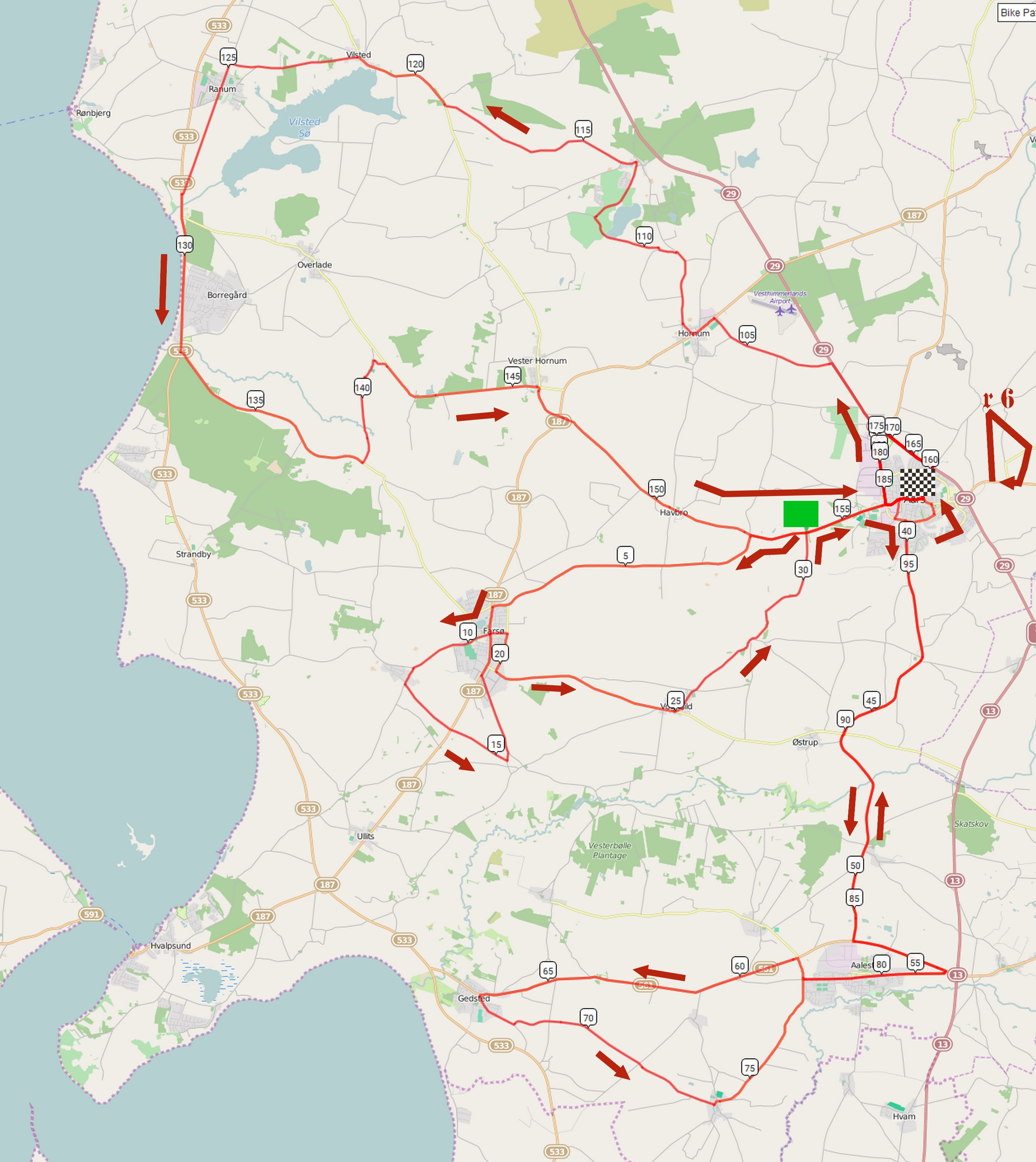
Parcours du Himmerland Rundt

هيمرلاند روندت (بالإنجليزية: Himmerland Rundt)‏ هو سباق دراجات هوائية،  من صنف سباق يوم واحد ‏،  بدأ في 2011 في الدنمارك.

## تاريخ

### قائمة الفائزين
| السنة | الفائز            | الثاني                 | الثالث              |                 |
| ----- | ----------------- | ---------------------- | ------------------- | --------------- |
| 2011  | Michael Reihs ‏    | راسموس جولدهامر        | Søren Pugdahl‏       |                 |
| 2012  | André Steensen ‏   | Nikola Aistrup ‏        | انجيلو فورلان       |                 |
| 2013  | Yoeri Havik ‏      | Kristian Dyrnes ‏       | ماغنوس كورت نيلسن   |                 |
| 2014  | ماغنوس كورت نيلسن | راسموس جولدهامر        | سورين كراغ أندرسن   |                 |
| 2015  | Wim Stroetinga ‏   | أسبيورن كراغ أندرسن    | Johim Ariesen ‏      |                 |
| 2016  | يوناس غريغارد     | Dion Beukeboom ‏        | كريستر هاغن         |                 |
| 2017  | نيكولاي بروشنر    | أودون بريك فلوتن       | نيكلاس بيديرسين ‏    |                 |
| 2018  | أندريه لوويج      | إميل فينجبو            | نيكلاس بيديرسين ‏    |                 |
| 2019  | نيكلاس لارسن      | نيكولاي بروشنر         | Bas van der Kooij ‏  |                 |
| 2020  | تم إلغاء السباق   | تم إلغاء السباق        | تم إلغاء السباق     | تم إلغاء السباق |
| 2021  | ماثياس لارسن ‏     | Nils Lau Nyborg Broge ‏ | Rasmus Bøgh Wallin ‏ |                 |
| 2022  | تم إلغاء السباق   | تم إلغاء السباق        | تم إلغاء السباق     | تم إلغاء السباق |

## وصلات خارجية
- الموقع الرسمي